# Gesundheitsstrukturgesetz
Das Gesundheitsstrukturgesetz (Gesetz zur Sicherung und Strukturverbesserung der gesetzlichen Krankenversicherung) vom 21. Dezember 1992 verfolgte das Ziel, langfristig stabile Beitragssätze der Krankenkassen zu gewährleisten.
Kurzfristige Einsparungen und langfristige Strukturveränderungen sollten zu diesem Ziel hinführen. Die wichtigsten Änderungen waren:
- Budgetierung der Leistungsausgaben und Verwaltungskosten
- Einführung eines Arznei- und Heilmittelbudgets
- Steigende Zuzahlungen der Versicherten
- Steuerung der Arztzahlen durch Bedarfsplanung
- Einführung der freien Krankenkassenwahl
- ein Risikostrukturausgleich zwischen den einzelnen Krankenkassen
- die geplante Einführung einer Positivliste für Arzneimittel
- Ambulante Operationen sollten gefördert werden
- Einführung eines neuen Entgeltsystems für Krankenhäuser (Fallpauschale und Sonderentgelt)

## Arznei- und Heilmittelbudget
Die Obergrenze für die insgesamt von den Vertragsärzten veranlassten Ausgaben für Arznei-, Verband- und Heilmittel wurde auf der Basis der Ausgaben in den Jahren 1991 und 1992 berechnet. 
Die Kassenärzte lehnten die Arzneimittelbudgets immer ab, weil bei ihrer Festsetzung medizinische Kriterien nicht ausreichend berücksichtigt wurden. Die Altersentwicklung der Bevölkerung wurde überhaupt nicht berücksichtigt. 
Seit dem Januar 2002 sind Arznei- und Heilmittelbudgets für die Ärzte einer Region abgeschafft (siehe Arzneimittelbudget-Ablösungsgesetz – ABAG) und durch Ausgabenvolumen und Zielvorgaben ersetzt.
Da die Ziele des Gesundheitsstrukturgesetzes nicht erreicht wurden, traten bereits 1997 die GKV-Neuordnungsgesetze in Kraft.